# Kaposaari (ö i Södra Savolax, S:t Michel, lat 61,89, long 26,85)
Kaposaari är en ö i Finland. Den ligger i sjön Puula och i kommunen Sankt Michel i den ekonomiska regionen  S:t Michel och landskapet Södra Savolax, i den södra delen av landet, 220 km nordost om huvudstaden Helsingfors. Öns area är 1,6 hektar och dess största längd är 300 meter i nord-sydlig riktning.